# Кипар на Светском првенству у атлетици у дворани 2022.
Кипар је на 18. Светском првенству у атлетици у дворани 2022. одржаном у Београду од 18. до 20. марта учествовао седамнаести пут. Репрезентацију Кипра представљала су 3 такмичара (1 мушкарац и 2 жене), који су се такмичили у 3 дисциплине (1 мушка и 2 женске).,
На овом првенству такмичари Кипра нису освојили ниједну медаљу.
У табели успешности према броју и пласману такмичара који су учествовали у финалним такмичењима (првих 8 такмичара) Кипар је са 1 учесником у финалу делио 44. место са 2 бода.
| Пл.  | Земља | 1. место | 2. место | 3. место | 4. место | 5. место | 6. место | 7. место | 8. место | Бр. фин. | Бод. |
| ---- | ----- | -------- | -------- | -------- | -------- | -------- | -------- | -------- | -------- | -------- | ---- |
| =44. | Кипар | 0        | 0        | 0        | 0        | 0        | 0        | 1        | 0        | 1        | 2    |

## Учесници
| Мушкарци: - Милан Трајковић — 60 м препоне | Жене: - Оливија Фотопулу — 60 м - Наталија Кристофи — 60 м препоне |

## Резултати

### Мушкарци
| Атлетичар       | Дисциплина   | Лични рекорд | Квалификације | Квалификације | Полуфинале    | Полуфинале | Финале     | Финале      | Детаљи |
| Атлетичар       | Дисциплина   | Лични рекорд | Резултат      | Место         | Резултат      | Место      | Резултат   | Место       | Детаљи |
| --------------- | ------------ | ------------ | ------------- | ------------- | ------------- | ---------- | ---------- | ----------- | ------ |
| Милан Трајковић | 60 м препоне | 7,51 НР      | 7,69(.688) кв | 4. у гр. 1    | 7,53(.528) КВ | 2. у гр. 1 | 7,62(.616) | 7 / 44 (46) |        |

### Жене
| Атлетичарка       | Дисциплина   | Лични рекорд | Квалификације | Квалификације | Полуфинале            | Полуфинале            | Финале                | Финале       | Детаљи |
| Атлетичарка       | Дисциплина   | Лични рекорд | Резултат      | Место         | Резултат              | Место                 | Резултат              | Место        | Детаљи |
| ----------------- | ------------ | ------------ | ------------- | ------------- | --------------------- | --------------------- | --------------------- | ------------ | ------ |
| Оливија Фотопулу  | 60 м         | 7,35         | 7,45          | 7. у гр. 4    | Нису се квалификовале | Нису се квалификовале | Нису се квалификовале | 41 / 46 (47) |        |
| Наталија Кристофи | 60 м препоне | 8,10         | 8,20          | 6. у гр. 6    | Нису се квалификовале | Нису се квалификовале | Нису се квалификовале | 29 / 41 (45) |        |